# Psilenchus clavicaudatus
Psilenchus clavicaudatus är en rundmaskart. Psilenchus clavicaudatus ingår i släktet Psilenchus och familjen Tylenchidae. Inga underarter finns listade i Catalogue of Life.